# 加尔默罗堂 (莱切)
加尔默罗堂（Chiesa del Carmine）是意大利普利亚大区莱切的一座罗马天主教教堂，与毗邻的加尔默罗会修道院构成一组建筑群。巴洛克建筑。 

## 历史
1481年，加尔默罗会进入莱切，进驻城墙外的一座教堂，靠近圣比亚焦门（Porta San Biagio）。1546年地震后，修士们放弃旧修院，迁往城内，新建修道院和教堂。新教堂于1711年7月15日奠基，1737年完成。由建筑师朱塞佩·仙诺设计。